# Gromada Albigowa
Gromada Albigowa war eine Verwaltungseinheit in der Volksrepublik Polen zwischen 1954 und 1972. Verwaltet wurde die Gromada vom Gromadzka Rada Narodowa, dessen Sitz sich in Albigowa befand und aus 26 Mitgliedern bestand.

Die Gromada Albigowa gehörte zum Powiat Łańcucki in der Woiwodschaft Rzeszów (1945–1975). Sie wurde gebildet aus den bisherigen Gromadas Albigowa der aufgelösten Gmina Łańcut.
Die Gromada Albigowa bestand bis zum 1. Januar 1973 dann wurde die Gmina Albigowa eingegliedert.